# Bitwa pod Guilin-Liuzhou
Bitwa pod Guilin-Liuzhou – bitwa stoczona w dniach 16 sierpnia – 24 listopada 1944 roku między Cesarską Armią Japonii a Narodową Armią Rewolucyjną Republiki Chińskiej.

## Przed bitwą
W sierpniu 1944 roku Japonia miała już nikłe szanse na wygranie wojny. Mimo to Armia Cesarska w trakcie operacji Ichi-gō zajęła dużą część południowych Chin, wygrywając m.in. bitwę pod Hengyang.
Dowództwo wojsk Republiki Chińskiej było zaniepokojone. Informacje wywiadowcze dostarczone przez lotnictwo amerykańskie wskazywały na nadchodzące duże natarcie wroga. Chińczycy postanowili zapobiec kolejnej porażce i zorganizowali kontratak.
Japończycy wydzielili 11. i 23 Armię do rejonu Guilin, spodziewając się chińskiego ataku.
Na dezorganizację wojsk chińskich wpłynął konflikt z amerykańskim sojusznikiem. Prezydent F. Delano Roosvelt zabiegał bowiem by gen. Joseph Stilwell stał się głównodowodzącym wojsk w chińskim teatrze działań. Czang Kaj-szek nie chciał się na to zgodzić.

## Bitwa
Siły lądowe Czang Kaj-szeka były o wiele liczniejsze od wojsk przeciwnika, poza tym miały wsparcie lotnictwa amerykańskiego i chińskiego. Udział japońskich sił powietrznych w bitwie był zaś symboliczny. Mimo to Chińczycy zostali wciągnięci w wojnę podjazdową. Japończycy wydzielali od głównej grupy wrogie oddziały, otaczali je i po kolei likwidowali. To oni ruszyli do ofensywy.
Japończycy posuwali się naprzód i palili okoliczne wioski oraz zabijali cywilów. Zginęło ich ok. 400 tys.
Armia Cesarska zmusiła wroga do odwrotu. Republika Chińska poniosła ogromne straty. Straciła 80% sił i 3 z 5 wysokich rangą oficerów.

### Przebieg walk
Z początkiem września 1944 r. rozpoczęła się wieńcząca ofensywę nr. 1 operacja Shokei. Generał Yokoyama skoncentrował sto tysięcy żołnierzy w czterech dywizjach (3, 13, 49 i 58). Siły te miały uderzyć wzdłuż linii Hunan-Guangxi. Ze strony Indochin miały uderzyć dywizje gen. Tanaki Kyuichi zebrane nad rzeką Xi. Osobna 23 brygada miała wyprowadzić dezorganizujące uderzenie na wschód w stronę Liuzhou. Ataki rozpoczęły się na różnych kierunkach od 1 do 3 września. 5 września zdobyto miasto w Hunanie Qiyang. 9 września armia japońska zdobyła w prowincji Guangdong Huaji i Xindu. Tymczasem inne siły zdobyły Wenzhou w Fujianie. 13 października ruszyła japońska ofensywa wzdłuż linii Hunan-Guilin. 28 września padło lotnisko w Danzhu. 3 października po 38 dniowej obronie zdobyto Shaoyang w Hunanie. Przygotowywane od dawna kontruderzenie chińskie zakończyło się spektakularną porażką. 21 października korpus nr. 64 gen. Zhang Shia, a także oddziały Luo Ji i Huo Weizhena zaatakowały japońską 104 dywizję idącą z Guangdongu. Mimo początkowych sukcesów siły te musiały uchodzić w stronę Guilinu i Liuzhou.

#### Guilin i Liuzhou
Wojska broniące Guilin były teoretycznie dość liczne (mówi się o 170 tys.) jednak ich morale załamało się przed bitwą. Wielu z nich zdezerterowało krótko przed walkami. Atak japoński rozpoczął się uderzeniem z użyciem gazów bojowych pod Zhixingai 4 listopada na południe od Guilinu. Atak wywołał panikę a siły cesarskie szybko osiągnęły przełamanie. Nazajutrz wojska cesarskie przekroczyły rzekę Li łapiąc na chińskim brzegu trzy przyczółki. Artyleria rozpoczęła masowe ostrzały miasta. Chińczykom udało się zlikwidować jeden przyczółek pod Dingguimen. Mimo to po trzech dniach rozpoczęły się walki uliczne. Uciekające władzę Republiki Chińskiej zastosowały taktykę spalonej ziemi. Zerwano mosty i podpalono budynki. Armia głodna i wymęczona ograbiła miasto. Pod miastem zginęło 55 tysięcy żołnierzy ANR a 13 tysięcy poszło do niewoli. W Yishanie Japończycy wymordowali 6688 cywilów.
Niemal w tym samym czasie podobnie stało się z położonym 160 km na południe Liuzhou. W drugim tygodniu listopada korpusy 16 Grupy Armii nieprofesjonalnie manewrowały i w efekcie przegrały bitwę pomiędzy Jianjiangiem a Liuzhengiem, a następnie kolejne starcie pomiędzy Limiao a Latongiem. 12 listopada Liuzhou wpadło w ręce japońskie – ostatnia wielka baza amerykańska we Wschodnich Chinach wpadła w ręce przeciwnika. W połowie grudnia 22 dywizja cesarska nawiązała łączność z 21 dywizją idącą od strony Indochin. Chiny zostały przecięte na pół.

### Rezultaty
Walki o Guilin i Liuzhou stanowiły zakończenie dramatycznej dla rządu narodowego ofensywy japońskiej. Po zdobyciu Wschodnich Chin wydawało się, że zagrożona jest także zachodnia część kraju. 28 listopada przód japoński posuwający się linią Guangxi – Guizhou weszły do prowincji Guizhou. 2 grudnia zdobyto Dushan – pierwsze duże miasto regionu. Pojawienie się Japończyków wywołało panikę w sztabach chińskim i amerykańskim. Droga stała bowiem otworem do Guiyangu, stolicy prowincji Guizhou, a stamtąd jak się wydawało do Kunmingu i Syczuanu. Generał Okamura poprosił zwierzchników o zgodę na atak na miasto. Władzę zachodnie zaczęli ewakuować z centrum Wolnych Chin rodziny dyplomatów, myślano nawet o przeniesieniu ambasady do Chengdu. Japończycy finalnie nie do końca wykorzystali swój sukces. Nie udało im się podjąć ofensywy choćby na Syczuan bowiem zostali zatrzymani w bitwie o Zachodni Hunan. W roku 1945 odnowione siły chińskie z sukcesem podjęły ofensywę odbijając oba utracone miasta. Po zakończeniu bitwy wreszcie udzielono zgody na użycie w Chinach bombowców B-29.